# Juan de Patmos

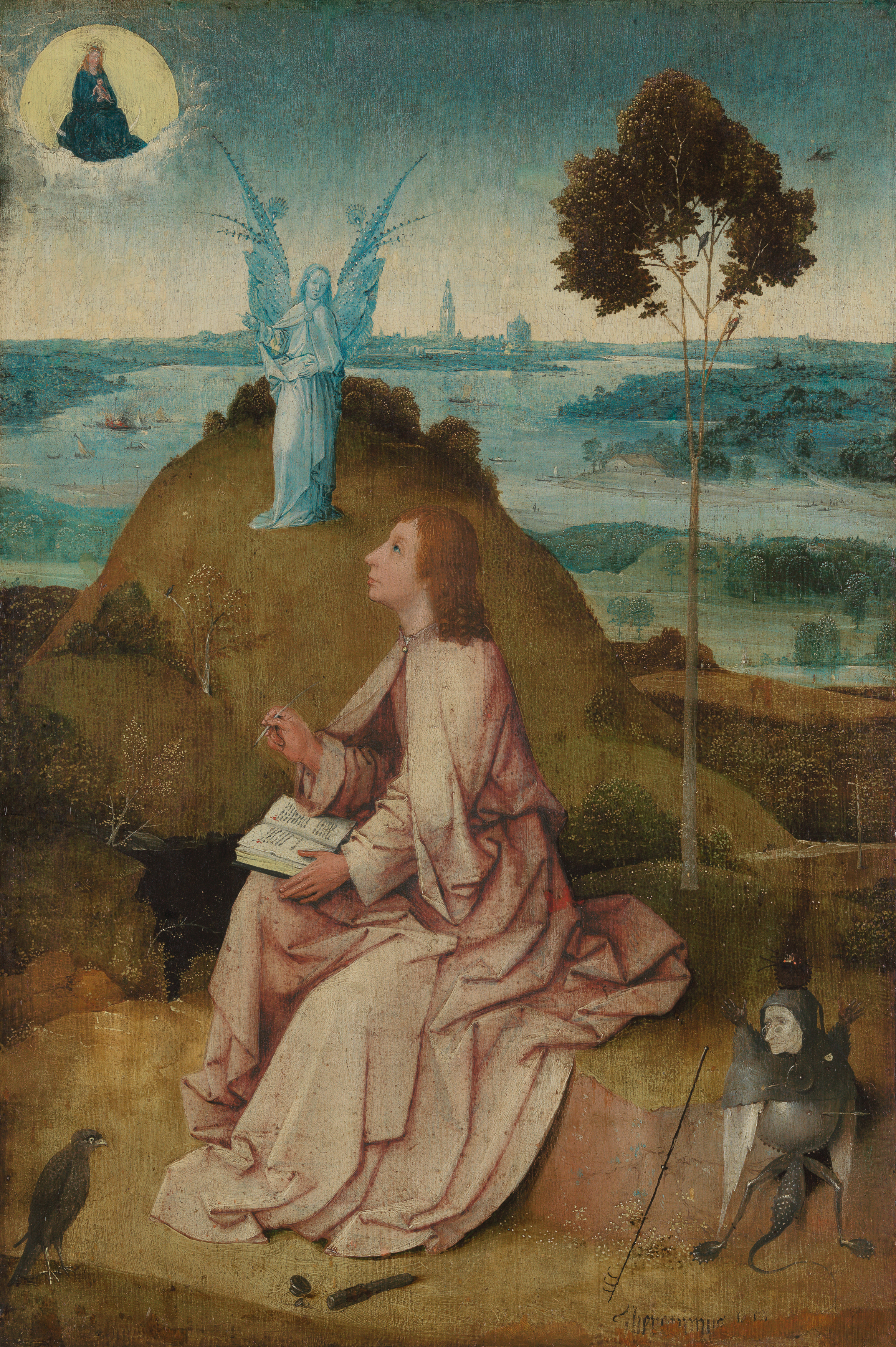
San Juan en Patmos, del Bosco.

Juan de Patmos o el Apokaleta es el nombre dado al autor del libro bíblico del Apocalipsis.
En la introducción, el autor declara que estaba desterrado en la isla griega de Patmos «a causa de la palabra de Dios y el testimonio de Jesucristo» (Ap 1, 9), cuando comenzó a recibir la «revelación de Jesucristo, que Dios le dio, para manifestar a sus siervos las cosas que deben suceder pronto» (Ap 1, 1). Juan de Patmos también suele ser llamado Juan el Teólogo.

## Identidad
Existe controversia sobre si Juan de Patmos se trata de Juan el Apóstol, Juan el Presbítero, Juan el Evangelista, o de una persona totalmente diferente a todos ellos.
Justino Mártir, en su Diálogo con Trifón (81.4), dice que Juan de Patmos fue uno de los apóstoles de Cristo. Esto ha dado pie a considerar tradicionalmente que Juan fue uno de los doce, en concreto Juan el Apóstol, hijo de Zebedeo y hermano de Santiago el Mayor.
Otros autores como Eusebio de Cesarea[cita requerida] y Dionisio de Alejandría[cita requerida] creen que el escritor del Apocalipsis es Juan el Presbítero, una persona mencionada por el obispo Papías de Hierápolis en sus obras y de cuya vida no se conoce nada.
Existe también una tradición eclesiástica cristiana que sostiene que el autor del Apocalipsis es el mismo autor del cuarto evangelio y de las epístolas juaninas y que, por tanto, Juan de Patmos, Juan el Evangelista, Juan el Presbítero y Juan el Apóstol son la misma persona.

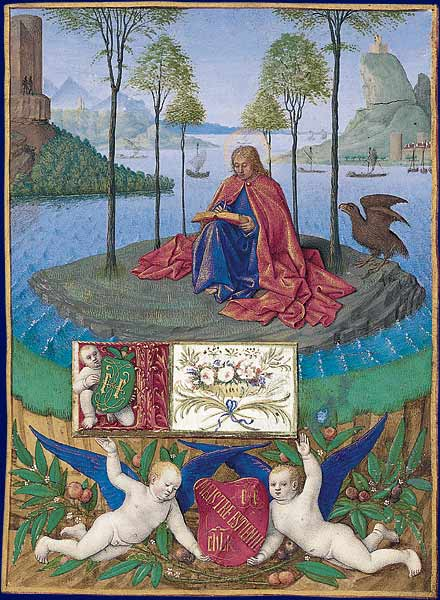
San Juan de Patmos, por Jean Fouquet.